# Vege Series
De Vege Series was een tourwagenkampioenschap in Nederland. De klasse bestond van 2000 tot en met 2004. Het was de opvolger van de Sierra Cup en de voorloper van de BRL V6 en BRL Light. De klasse had de bijnaam Nescar, omdat de auto's deden denken aan de Nascar.

## De auto
De auto heeft een kunststof carrosserie. Ook heeft de auto een buizenframe, zoals uit de Formule Ford. Van 2000 tot en met 2002 werd de auto aangedreven door de Sierra Cup motor, een 2,0ltr Ford OHC motor met 2 dubbele 40DCOE Webers. De gemodificeerde motor, met aanpassingen aan kop, zuigers en nokkenas, leverde 160pk. Vanaf 2003 werd gereden met een eveneens aangepaste 2,2ltr Opel L850 DOHC motor met een vermogen van 225pk. Beide motoren waren getuned door titelsponsor Vege Motoren i.s.m tuner Montronic. De auto heeft geen speciale aerodynamische aanpassingen, er is geen spoiler, diffuser of splitter.

## Kampioenen
| Jaar | Coureur        | Auto               | Band |
| ---- | -------------- | ------------------ | ---- |
| 2000 | Henk de Wit    | Vege Series (Ford) | D    |
| 2001 | Henk de Wit    | Vege Series (Ford) | D    |
| 2002 | Cees Langeveld | Vege Series (Ford) | D    |
| 2003 | Peter Gerhards | Vege Series (Opel) | D    |
| 2004 | Roy Monden     | Vege Series (Opel) | D    |

## Dutch Supercar Challenge
In de Dutch Supercar Challenge rijdt Ad van de Moosdijk met een Vege Series auto. Hij rijdt in de Sport divisie. Hij rijdt met startnummer 425.